# Тубље при Комну
Тубље при Комну (словен. Tublje pri Komnu, итал. Tuble di Boriano) је насељено место у општини Сежана, Обално-крашка регија, Словенија.

## Историја
До територијалне реорганизације у Словенији било је у саставу старе општине Сежана.

## Становништво
У попису становништва из 2011. године, Тубље при Комну је имало 34 становника.
| Број становника према пописима | Број становника према пописима | Број становника према пописима |
| ------------------------------ | ------------------------------ | ------------------------------ |
| 1991                           | 2002                           | 2011                           |
| 53                             | 44                             | 34                             |

Напомена: До 1953. исказивано под именом Тубље.